# Ilda Chambe
Pour les articles homonymes, voir Chambe.
Ilda Chambe est une basketteuse mozambicaine née le 19 avril 1987 à Maputo.

## Carrière
Elle fait partie de l'équipe du Mozambique de basket-ball féminin avec laquelle elle participe au championnat du monde 2014,.
En club :
- 2015- : Costa do Sol

## Palmarès
- Médaille d'argent du Championnat d'Afrique de basket-ball féminin 2013
- Médaille de bronze du Championnat d'Afrique de basket-ball féminin des 18 ans et moins 2004